# Bible de Schlachter
Vous pouvez aider à l'améliorer ou bien discuter des problèmes sur sa page de discussion.
- Il ne cite pas suffisamment ses sources. Vous pouvez indiquer les passages à sourcer avec {{référence nécessaire}} ou {{Référence souhaitée}}, et inclure les références utiles en les liant aux notes de bas de page. (Marqué depuis mai 2024)
- Certaines informations devraient être mieux reliées aux sources mentionnées dans la bibliographie ou les liens externes. Améliorez sa vérifiabilité en les associant par des références. (Marqué depuis mai 2024)

- Archive Wikiwix
- Bing
- Cairn
- DuckDuckGo
- E. Universalis
- Gallica
- Google
- G. Books
- G. News
- G. Scholar
- Persée
- Qwant
- (zh) Baidu
- (ru) Yandex
- (wd) trouver des œuvres sur Wikidata

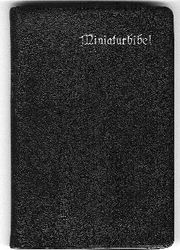
Bible miniature de Schlachter.

La Bible de Schlachter est une traduction moderne en allemand de la Bible réalisée en 1905 par Franz Eugen Schlachter (en), pasteur de l'Église évangélique réformée de Suisse à Berne, d'après les textes originaux en hébreu et en grec.  
Cette Bible est la première version de la Bible en langue allemande réalisée au XXe siècle. Cette traduction a été rapidement renommée pour son exactitude ainsi que pour sa fluidité, qui permet au lecteur de comprendre le sens du texte d'origine. À sa mort en 1911, Schlachter avait réalisé 13 traductions successives améliorées de la Bible. 
En 1918, deux pasteurs suisses, Karl Linder (1861–1931) et Ernst Kappeler (1865–1936), éditent une révision de cette Bible. La Société de la Bible de Genève a réalisé une révision plus récente de la traduction en 1951. Il s'agit d'une légère révision, le texte restant fidèle à l'original de Franz Eugen Schlachter. La dernière révision, appelée la version 2000, a été achevée en 2003 en restant très proche de l'original grec et de l'hébreu. Cette dernière édition comprend également de nombreuses références. 
Toutes les éditions de la Bible de Schlachter ont été éditées sous trois formats : une édition miniature de poche, une édition de référence et une édition familiale grand format.